# Cantón Baños
Cantón Baños är en kanton i Ecuador.   Den ligger i provinsen Tungurahua, i den centrala delen av landet, 130 km söder om huvudstaden Quito.